# Isidore Soucy

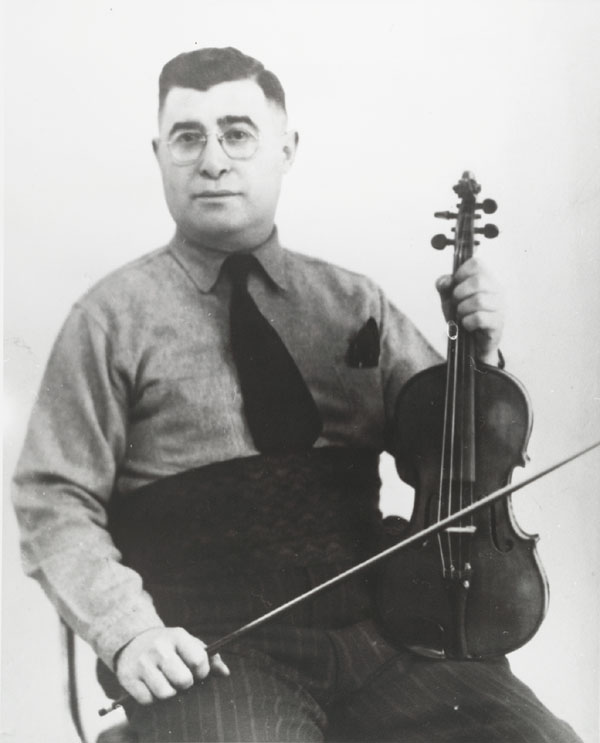
Isidore Soucy (1940)

Isidore Soucy (* 7. September 1899 in Sainte-Blandine; † 7. Dezember 1963 in Montreal) war ein kanadischer Fiddlespieler und Komponist.
Soucy kam 1924 nach Montreal, wo 1926 seine ersten Aufnahmen beim Label Starr entstanden. Er begann seine Rundfunkkarriere beim Sender CKAC und trat in Conrad Gauthiers Veillées du bon vieux temps am Monument national auf. Er arbeitete als Duo mit dem Akkordeonisten Donat Lafleur und leitete das Trio Soucy (mit seinem Sohn Fernando Soucy und dem Akkordeonisten René Alain) und La Famille Soucy; letzterer gehörten neben seiner Frau Laura seine Kinder Fernando, Thérèse, Eugène und Marie-Ange an. Große Erfolge der Famille Soucy waren die Aufnahmen Des fraises et des framboises (1949) und Prendre un verre de bière, mon minou (1950), letztere verkaufte sich mehr als einhunderttausend Mal.
La Famille Soucy trat in Nachtclubs in Montreal auf, hatte 1956 eine regelmäßige Sendung bei CKVL Verdun und debütierte während einer Tournee durch die USA im Fernsehen bei NBC. Ihre Varietéshow Chez Isidore, die von 1960 bis 1962 bei CFTM TV Montreal lief, war die populärste Sendung dieser Art in Montreal. Insgesamt spielte Isidore Soucy mehr als 1200 Plattenaufnahmen ein. Sein Sohn Fernando nahm zwei LPs mit Kompositionen seines Vaters auf.